# Стадіон Моммзен
Стадіон Моммзен — футбольний стадіон з легкоатлетичним комплексом в Берліні в районі Вестенд округу Шарлоттенбург-Вільмерсдорф. Був відкритий 17 серпня 1930 року. Спочатку називався «Стадіон SCC», оскільки в його роботі брали участь члени спортивного клубу Шарлоттенбург (Sport-Club Charlottenburg, SCC). З 1934 року стадіон названий на честь античного історика Теодора Моммзена (1817—1903) і є пам'яткою архітектури. Це домашній стадіон спортивного клубу Шарлоттенбург, а після закінчення Другої світової війни також футбольного клубу Теніс Боруссія.

## Історія

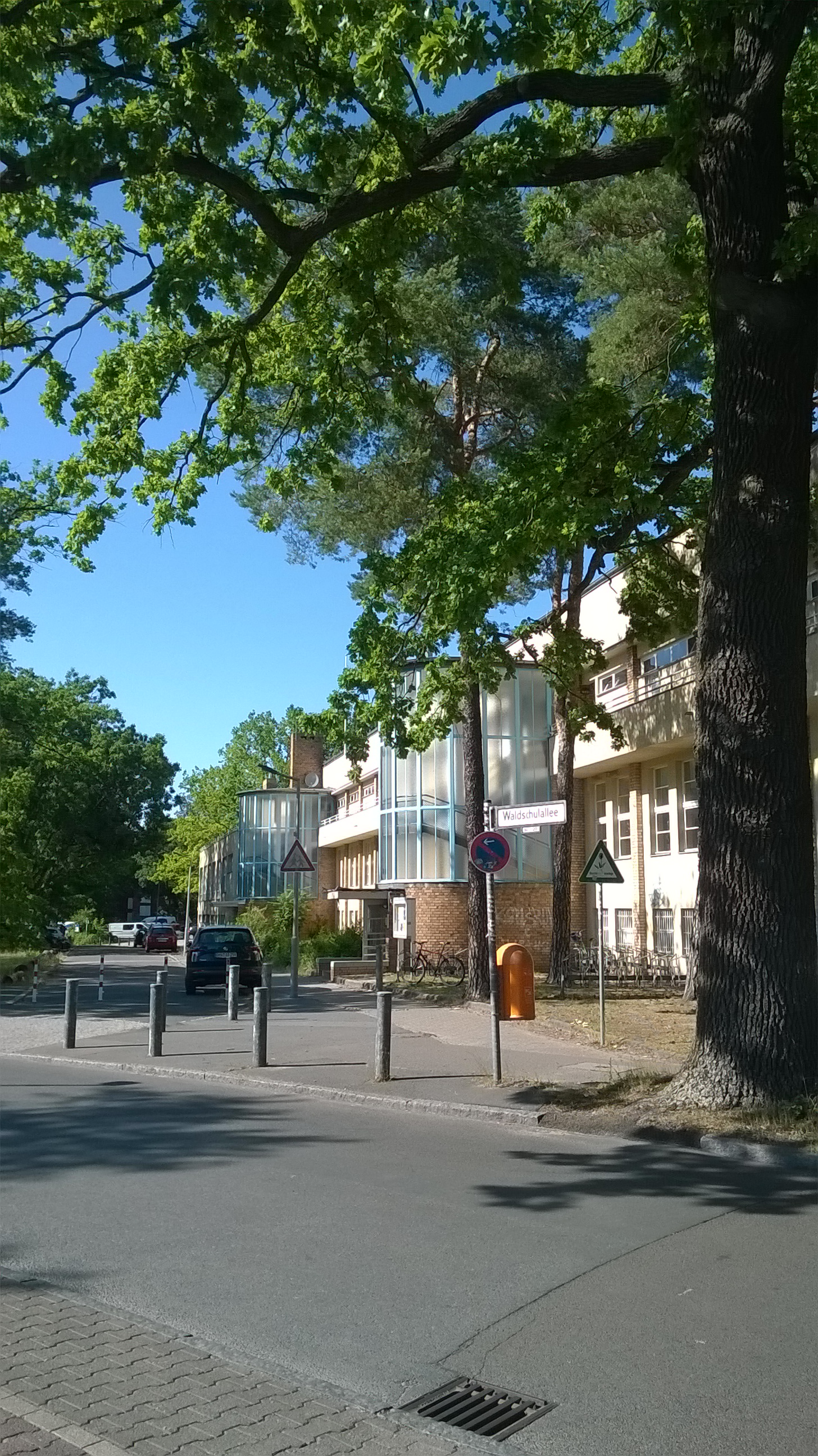
Вид на два входи до будівлі з Вальдшулалле, 2019

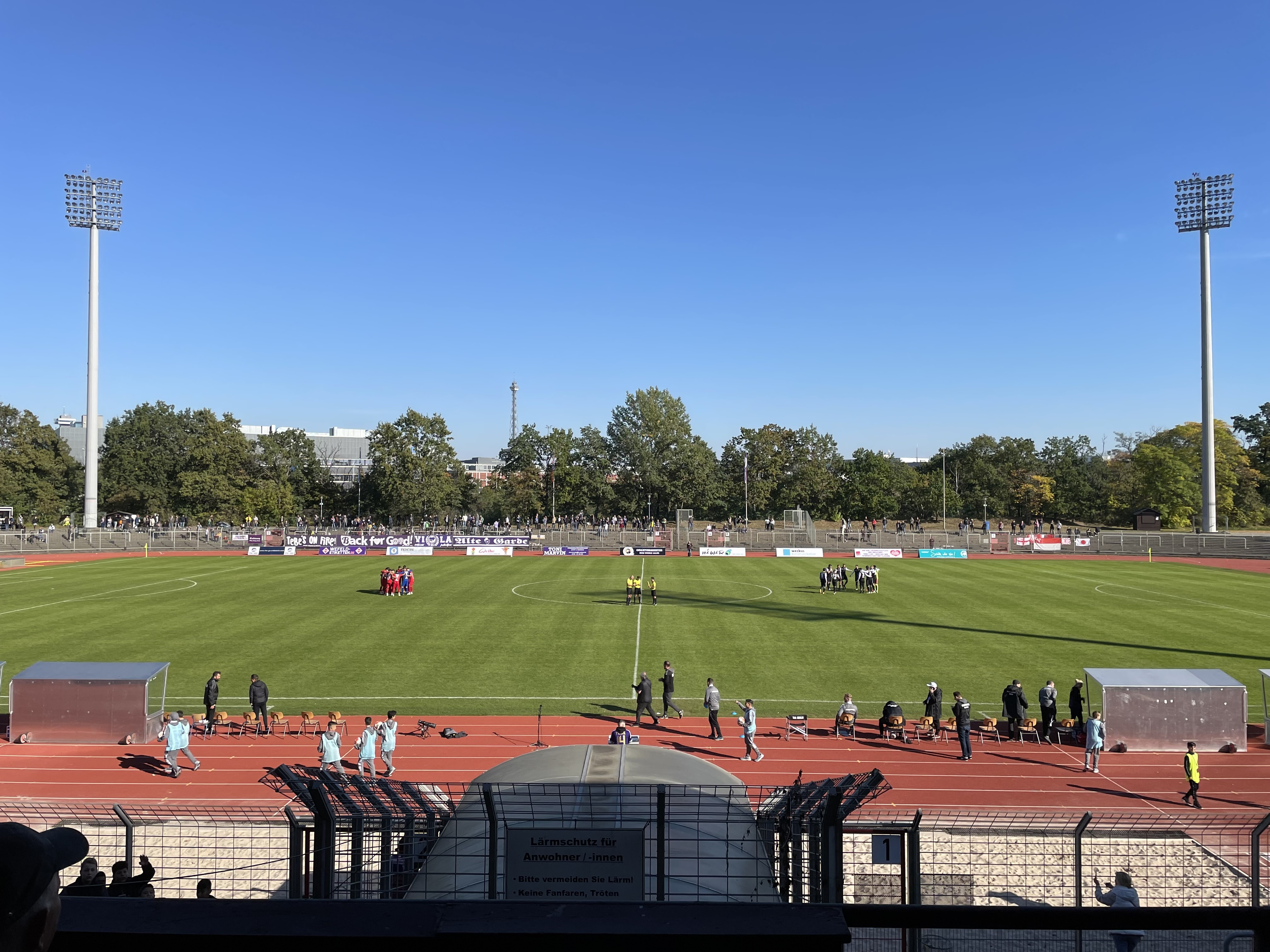
Футбольний матч на стадіоні Моммзен: Теніс Боруссія — Берлін Атлетик, жовтень 2021

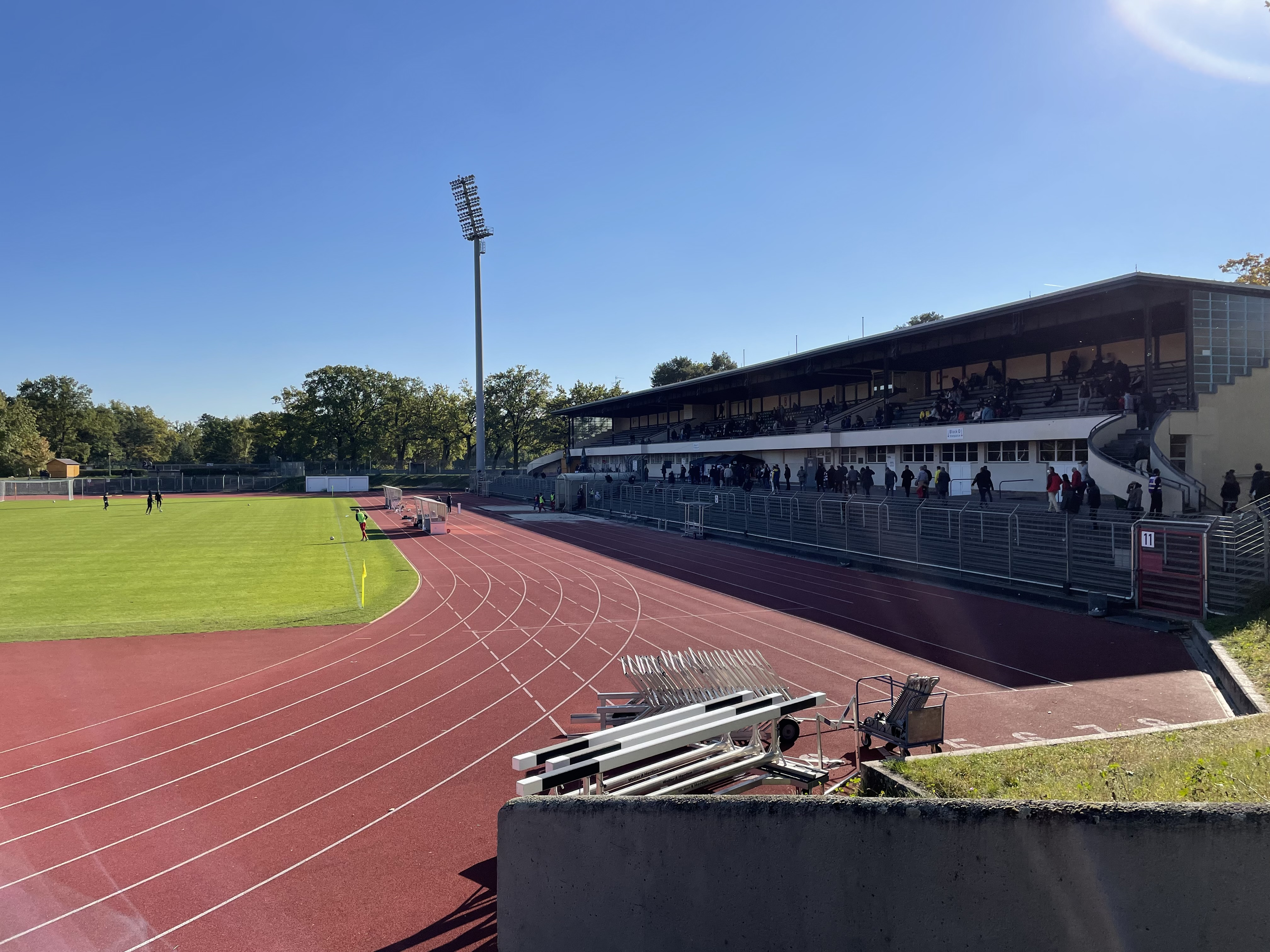
Вид на поле та трибуну, жовтень 2021

Трав'яне поле спортивного клубу Шарлоттенбург (SCC) з біговою доріжкою та трибуною, яке відповідало всім спортивним вимогам того часу, побудовано в 1930 році за проєктом Фреда Форбата на заміну споруд SCC, які мали звільнити місце для виставкового центру. У своєму початковому вигляді стадіон мав 1750 місць для сидіння та 36 000 місць для стояння. Але будівництво стадіону в розпал світової економічної кризи призвело до економічної кризи клубу, особливо тому, що на початку 1930-х років значна частина членів клубу була безробітною і не могла більше платити членські внески. Про тяжке становище асоціації дізналася Лотта Каліскі, яка хотіла заснувати лісову школу й шукала для неї приміщення. На рубежі 1931/1932 років Каліскі та керівництво клубу досягли згоди про оренду клубних приміщень, які в денний час мали використовуватися як школа, а решту часу — для клубних цілей. За цих умов 7 квітня 1932 року розпочала роботу лісова школа на 26 учнів, яка тепер називається Приватною лісовою школою Каліскі.
Після захоплення влади нацистами Шарлоттенбурзький спортивний клуб став все більше включатися в нацистський рух. В цей час спортивний клуб уклав новий договір оренди з містом Берлін, яке саме шукало приміщення для гімназії Теодора Моммзена, а лісову школу Каліскі змусили в жовтні 1933 року переїхати на Бісмаркалле 37.
У 1934 році гімназія Теодора Моммзена, попередниця сучасної гімназії Гайнца Берггрюна, переїхала до трибунного крила стадіону. Тодішній директор Нойгауз перетворив школу на заклад націонал-соціалістичного зразка. Гімназія використовувала будівлю трибуни до початку Другої світової війни. Від гімназії Теодора Моммзена стадіон отримав свою теперішню назву — Моммзен. Сама ж гімназія була названа на честь німецького історика античності Теодора Моммзена, лауреата Нобелівської премії з літератури 1902 року.
Витягнутий вуличний фасад 104-метрової триповерхової будівлі трибуни структуровано двома еліптично виступаючими парадними сходами. Конструкція трибуни включає дещо ширше крило в північній частині, яке використовується як спортзал. З 1950 по 1956 рік зробили деякі структурні зміни, щоб усунути пошкодження будівлі під час Другої світової війни. Лише в 2000 році на стадіоні з'явилося електронне табло.
Під час Олімпійських ігор 1936 року на стадіоні зіграли чотири матчі 1/8 фіналу та 1/4 фіналу олімпійського футбольного турніру, у тому числі Австрія (срібний призер) проти Єгипту (3-1) і Італія (майбутній чемпіон) проти Японії (8-0). У 1938, 1941, 1949 і 1953 роках Берлінський міжнародний фестиваль стадіонів (ISTAF) проходив на стадіоні Моммзен, а не на сусідньому Олімпійському стадіоні, як зазвичай. З 2003 року стадіон «Моммзен» є місцем проведення змагань з легкої атлетики федерального фіналу шкільних змагань, «Молодь тренується до Олімпіади».
Стадіон має 15 005 місць, з яких 1 805 критих місць на трибунах. З міркувань безпеки Німецький футбольний союз обмежив місткість до 11 500 глядачів.
На Чемпіонаті світу 2006 року стадіон Моммзен був тренувальним майданчиком для однієї з команд, які зустрічалися в іграх у Берліні. Для цього стадіон Моммзен і прилеглу територію модернізували на загальну суму понад півмільйона євро.
З 2021 року на стадіоні «Моммзен» проходить фінал Кубка Берліна. У 1983—1985 і 1990 роках тут проводилися фінали Кубка Західного Берліна, а в 1992—1994 роках — Всеберлінський кубок.